# Spiel mit dem Feuer (1957)
Spiel mit dem Feuer (Originaltitel: Fire Down Below) ist ein britisch-US-amerikanischer Abenteuerfilm von Robert Parrish aus dem Jahr 1957 mit Rita Hayworth, Robert Mitchum und Jack Lemmon in den Hauptrollen. Als literarische Vorlage diente der gleichnamige Roman von Max Catto.

## Handlung
Die befreundeten Schmuggler Tony und Felix wickeln in der Karibik mit ihrem Boot, der Ruby, illegale Geschäfte ab. Sie werden dabei von ihrem treuen Partner Jimmy Jean unterstützt. Ein Kontaktmann macht sie mit einem US-amerikanischen Geschäftsmann bekannt, der sie beauftragt, die attraktive Europäerin Irena auf eine andere Insel zu bringen, während er selbst zurück nach Detroit reisen muss. Da Irena keine Papiere hat, sieht sie sich gezwungen, von Insel zu Insel zu fliehen, um einer Deportation zu entgehen. Aufgrund des hohen Risikos lehnen Tony und Felix den Auftrag zunächst ab, die versprochene Entlohnung von 1000 US-Dollar stimmt sie jedoch um.
Als Irena am nächsten Morgen an Bord der Ruby geht, kann Felix seine Abneigung gegen ihre Anwesenheit nicht verbergen. Während sich Tony auf der Überfahrt immer stärker zu der mysteriösen Frau hingezogen fühlt, wächst Felix’ Misstrauen ihr gegenüber umso mehr. Die Lage spannt sich derart an, dass beide Männer in Streit geraten und sich beinahe umbringen, was Jimmy Jean gerade noch verhindern kann. Als sie eines Abends auf einer Insel ein Volksfest besuchen, feiern Tony und Irena ausgelassen mit der einheimischen Bevölkerung, während Felix sie beim Tanzen beobachtet. Als Irena auf das Boot zurückkehrt, folgt ihr Felix unter Deck und umarmt sie leidenschaftlich. Sie entzieht sich jedoch seinem Griff und macht ihm verständlich, dass sie weder grob behandelt werden möchte, noch so leicht zu haben sei.
Am Ziel angekommen, behandelt Felix Irena erneut abweisend. Tony verachtet das Verhalten seines ehemaligen Freundes und kündigt schließlich seine Partnerschaft mit ihm auf. Zusammen mit Irena quartiert sich Tony in einem Hotel ein. Als der Besitzer der Herberge erfährt, dass Irena keinen Pass besitzt, droht er, sie an die Behörden zu übergeben, sollte sie nicht bereit sein, ihm in seinem Schlafzimmer Gesellschaft zu leisten. Um der heiklen Situation zu entfliehen, packt Irena noch in derselben Nacht ihre Koffer. Als Tony sie bittet, ihn zu heiraten, versucht sie ihm klarzumachen, dass sie ihm früher oder später nur Unglück bringen würde. Doch Tony bleibt beharrlich und ist entschlossen, mit ihr ein neues Leben zu beginnen. Dafür benötigt er jedoch Geld. Er schlägt Felix vor, einen letzten gemeinsamen Coup zu unternehmen, das Boot zu verkaufen und anschließend den Gewinn zu teilen. Felix will ihm zwar nicht dabei helfen, überlässt ihm und Jimmy Jean aber die Ruby. Als Tony und Jimmy Jean mit ihrer Schmuggelware unterwegs sind, nähert sich ihnen die Küstenwache. Um einer Festnahme zu entgehen, springen beide ins Wasser und schwimmen zur nächstgelegenen Insel. Tony ist sich sicher, dass es Felix war, der ihnen die Küstenwache auf den Hals gehetzt hat, und schwört Rache.
Zunächst heuert Tony jedoch auf einem griechischen Frachter an, der schon kurz nach seinem Auslaufen aus dem Hafen mit einem Ozeandampfer kollidiert und Feuer fängt. Tony gerät dabei unter einen Stahlbalken und ist nicht in der Lage, sich zu befreien. Der Hafenarzt Dr. Blake wird auf das noch immer brennende Schiff gerufen, um Tony zu behandeln. Dort findet er ein Foto, das Tony zusammen mit Felix, Jimmy Jean und Irena zeigt. Währenddessen schafft es die Feuerwehr nicht, die Flammen unter Kontrolle zu bringen. Die US Navy kommt schließlich zu Hilfe, um Tony mit einem Kran zu befreien. Als auch dies misslingt und das Schiff aufgrund seiner hochexplosiven Fracht zu explodieren droht, schlägt Dr. Blake eine Amputation von Tonys Beinen vor, was Tony entschieden ablehnt. Er hat sich mit seinem Schicksal abgefunden. Als Dr. Blake wieder an Land geht, trifft er auf Jimmy Jean und erkennt ihn vom Foto wieder. In der Hoffnung, dass Tonys Freunde ihn zur Amputation überreden können, lässt sich der Arzt von Jimmy Jean zu Felix und Irena bringen.
In der Zwischenzeit veranlasst der Hafenmeister, dass das brennende Schiff aus dem Hafen heraus auf das offene Meer gebracht wird, um es dort sich selbst zu überlassen. Dr. Blake, Felix, Jimmy Jean und Irena gelangen in einem Schnellboot zum Frachter. Zusammen mit Dr. Blake geht Felix an Bord. Er versucht vergeblich, Tony von der Amputation zu überzeugen, und bittet schließlich den Arzt zu gehen. Als sie allein sind, gesteht er Tony, dass er der Küstenwache einen Hinweis gegeben habe, weil er eifersüchtig auf ihn gewesen sei. In Irena habe er die Frau erkannt, die ähnlich wie er von der Gesellschaft ausgestoßen sei und mit der er sich ein gemeinsames Leben vorstellen könne. In diesem Augenblick erschüttert eine Explosion das Schiff, der Balken löst sich und Tony ist befreit. Felix nimmt ihn auf seine Schultern und schwimmt mit ihm zum wartenden Boot. Der Frachter explodiert und geht in Flammen unter. Tony wird anschließend in ein Krankenhaus gebracht.
Einige Zeit nach dem Vorfall sitzen Irena und Felix, die inzwischen ein Paar geworden sind, zusammen in einer Bar, als Jimmy Jean zu ihnen stößt, um sie zu warnen: Tony hat das Krankenhaus verlassen und ist mit einem Gewehr bewaffnet. Kurz darauf erscheint Tony in der Bar und verlangt, mit Irena allein zu sprechen. Diese gibt Felix einen Kuss, und Tony erkennt, dass er sie an seinen Rivalen verloren hat und eine Unterredung mit ihr zwecklos wäre. Er bestellt sich einen Drink, bezahlt die gesamte Runde und verlässt das Lokal.

## Hintergrund

### Besetzung und Dreharbeiten
Spiel mit dem Feuer war ein Comeback-Versuch von Rita Hayworth nach einer vierjährigen Abwesenheit von der Kinoleinwand. Es war die Idee des Drehbuchautors Irwin Shaw, Hayworth als Irena zu besetzen, nachdem Ava Gardner das Angebot für die Rolle abgelehnt hatte. Um Hayworth für das Projekt zu gewinnen, suchte Regisseur Robert Parrish die Schauspielerin in einem Pariser Hotel auf, wohin sie sich nach ihrer Scheidung von Sänger Dick Haymes zurückgezogen hatte. „Ich kam zu ihr, als sie eine persönliche Krise in ihrem Leben durchlief und der Film gab ihr die Gelegenheit für ein paar Monate auf einer Insel zu arbeiten, weit weg von ihren persönlichen Problemen in Paris“, erzählte Parrish später. Der Regisseur freute sich darauf, mit ihr zu arbeiten: „Sie hatte eine einzigartige Schönheit, allein die Struktur ihres Gesichts war wundervoll anzuschauen.“

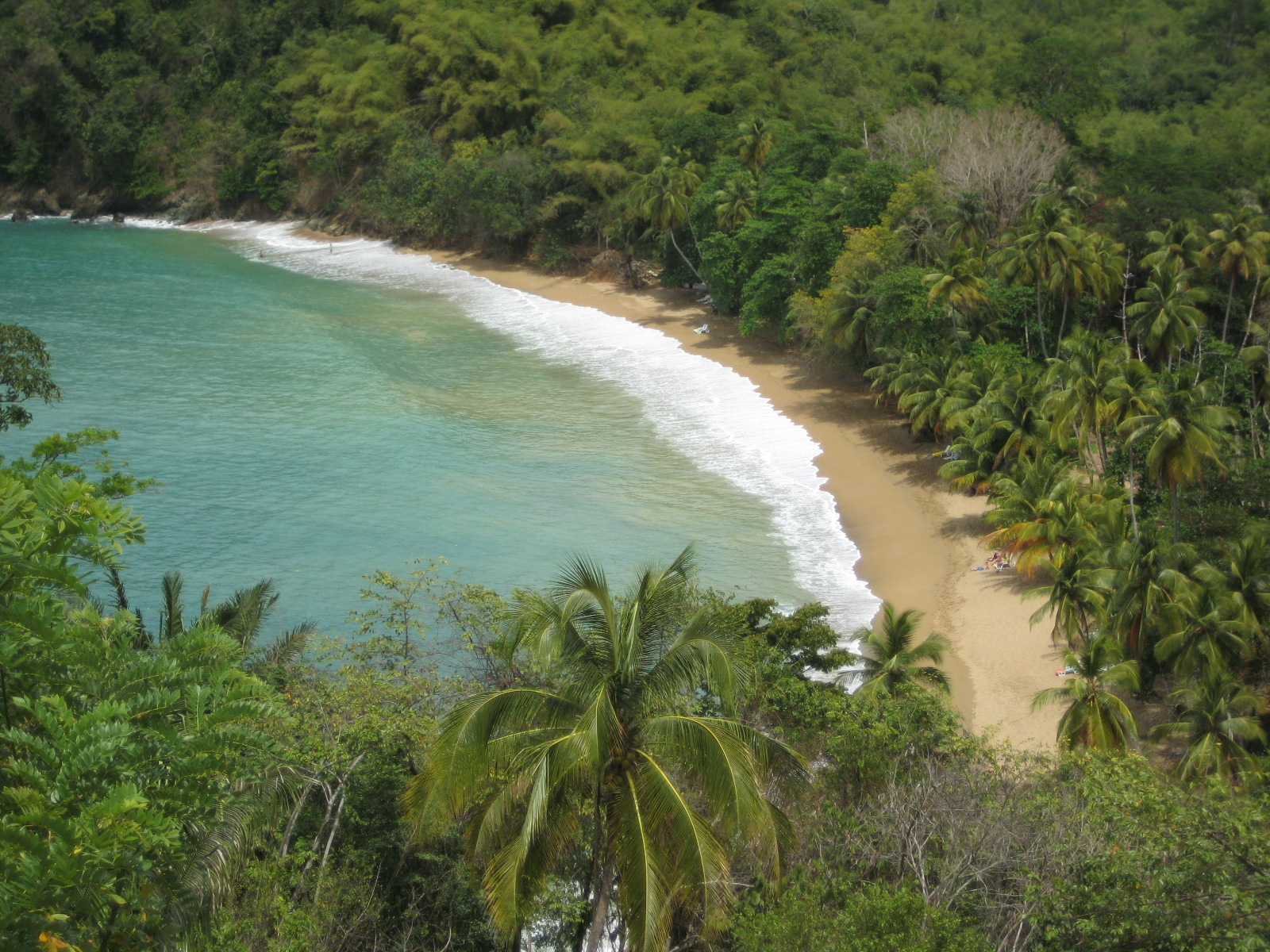
Tobago in der Karibik, der Drehort der Außenaufnahmen

Die Dreharbeiten verliefen entsprechend positiv. „Alle drei von uns, Bob, Jack und ich, bewunderten sie. Wir nahmen sie unter unsere Fittiche, alberten mit ihr herum und zeigten für sie Verständnis“, so Parrish. Hayworth verstand sich hinter den Kulissen derart gut mit dem Regisseur und ihren beiden Leinwandpartnern, Robert Mitchum und Jack Lemmon, dass sie sie 1958 zu ihrer Hochzeit mit dem Filmproduzenten James Hill einlud.
Neben Hayworth, Mitchum und Lemmon ist im Film auch dessen Produzent Albert R. Broccoli, der spätere Koproduzent der James-Bond-Reihe, in einem Cameo-Auftritt als Schmuggler zu sehen. Bernard Lee, der Dr. Blake spielte, wurde später durch die Rolle des Geheimdienst-Chefs M in elf James-Bond-Filmen berühmt. Für Edric Connor, geboren auf Trinidad, war es der vierte Kinofilm, in dem er mitwirkte.
Spiel mit dem Feuer wurde größtenteils auf der Insel Tobago gedreht. Innenaufnahmen und Postproduktion fanden daraufhin in London statt. Sowohl Jack Lemmon als auch Robert Mitchum wurden von der lokalen Musik auf Tobago inspiriert: Die Mundharmonika-Melodien des Films stammen von Lemmon; Mitchum wiederum veröffentlichte im Jahr 1957 das Album Calypso – is like so….

### Konzeptänderung und Veröffentlichung
Die Handlung des Films sollte eigentlich damit beginnen, dass ein Arzt auf ein brennendes Schiff gebracht wird, um dort den von einem Stahlträger eingeklemmten Jack Lemmon zu behandeln. Daraufhin sollte die Dreiecksbeziehung von Mitchum, Hayworth und Lemmon in Rückblenden erzählt werden, bis sich der Film wieder der Gegenwart mit dem verletzten Lemmon zuwendet und Mitchum sich anschickt, ihn zu retten. Regisseur Robert Parrish, der 1948 einen Oscar für den Besten Schnitt erhalten hatte, montierte den Film in London und schickte ihn dann zu Columbia Pictures nach Hollywood. Das Studio ließ den Film jedoch komplett umschneiden. Das Konzept der Rückblenden wurde dabei verworfen und jede Szene in chronologischer Reihenfolge platziert. Daher folgte auch das Urteil der Kritiker, dass der Film zwar gut beginne, aber spätestens in der Mitte abflache und strukturelle Probleme aufweise.
Spiel mit dem Feuer wurde schließlich am 30. Mai 1957 in London uraufgeführt. Die Deutschlandpremiere erfolgte am 30. August 1957.

## Kritiken
Für das Lexikon des internationalen Films war Spiel mit dem Feuer ein „[m]it guten Schauspielern in einer düsteren Atmosphäre leider etwas schwerfällig inszenierter Abenteuerfilm“. Die Filmzeitschrift Cinema meinte, das Sujet „eine Frau zwischen zwei Männern“ sei „ein erfolgversprechendes Rezept, wenn die Zutaten stimmen“. Rita Hayworth habe jedoch seinerzeit „den Zenith ihres Ruhms schon lange überschritten“ und Jack Lemmon sei „als romantischer Abenteurer“ eher unglaubwürdig. Das Fazit lautete: „Schwüles, dünn geratenes Abenteuerchen.“
Time zufolge werde „dem guten Anfang“ in der Mitte des Films „ein abruptes Ende“ gesetzt, da zwei der Hauptakteure „für eine halbe Stunde inmitten der Handlung“ verschwinden würden. Hayworth, „deren Rolle eine Art Comeback nach vier Jahren und zeitweiligem Streit mit Columbia darstellt“, und Lemmon seien jedoch „beide hellwach“ und hätten „solide, realistische Vorstellungen“ geliefert. Variety befand seinerzeit sogar, dass Hayworth „herausragend“ sei. Lemmon wiederum beweise, „dass er eine dramatische Rolle meistern kann, während Mitchum als harter Mann von Welt eine seiner besseren Vorstellungen bietet“.
Für Bosley Crowther von der New York Times stach neben der „herrlichen Kulisse und Kameraarbeit“ einzig der Nebendarsteller Edric Connor heraus, den er in der Rolle des karibischen Seemanns als „scharfsinnig“ bezeichnete, – denn es gebe „keinen Grund, für Spiel mit dem Feuer die Feuerwehr zu rufen“. So habe Drehbuchautor Irwin Shaw genau „bei der Hälfte des Films […] den Stecker gezogen“, Hayworth werde „in den Hintergrund gedrängt“ und „alles, was übrig bleibt, ist heiße Luft“.
Rückblickend attestierte auch Craig Butler vom All Movie Guide Irwin Shaws Drehbuch „strukturelle Probleme“, doch problematischer sei „dessen Banalität“. Die Figuren seien „armselig gezeichnet“, die Situationen „viel zu vertraut“, und der Dialog schwanke „zwischen geistlos und lächerlich“. Robert Parrishs Regie sei jedoch etwas gelungener, indem er das Tempo „recht flott“ gehalten und dabei vor allem von „der schönen Kulisse und Desmond Dickinsons erfahrener Kameraarbeit“ profitiert habe. Robert Mitchum und Rita Hayworth seien in ihren Rollen „solide, wobei Hayworth einen ihrer aufreizendsten Tänze zeigt“, doch sei es Lemmon, der am besten wegkomme.

## Deutsche Fassung
Die deutsche Synchronfassung entstand 1957 bei der Ultra-Film Synchron in Berlin. Das Dialogbuch schrieb Alfred Vohrer, der auch die Synchronregie führte.
| Rolle              | Darsteller     | Synchronsprecher       |
| ------------------ | -------------- | ---------------------- |
| Irena              | Rita Hayworth  | Gisela Trowe           |
| Felix Bowers       | Robert Mitchum | Curt Ackermann         |
| Tony               | Jack Lemmon    | Herbert Stass          |
| Hafenmeister       | Herbert Lom    | Horst Niendorf         |
| Lieutenant Sellars | Bonar Colleano | Peter Mosbacher        |
| Dr. Sam Blake      | Bernard Lee    | Wolfgang Lukschy       |
| Jimmy Jean         | Edric Connor   | Arnold Marquis         |
| Kapitän            | Peter Illing   | Werner Peters          |
| Miguel             | Anthony Newley | Wolfgang Gruner        |
| Hotelier           | Eric Pohlmann  | Erich Fiedler          |
| Amerikaner         | Lionel Murton  | Ernst Wilhelm Borchert |